# Lill-Orrvattnet
Lill-Orrvattnet är en sjö i Örnsköldsviks kommun i Ångermanland och ingår i Gideälvens huvudavrinningsområde. Sjön har en area på 0,0532 kvadratkilometer och ligger 230 meter över havet.

## Delavrinningsområde
Lill-Orrvattnet ingår i det delavrinningsområde (705315-164365) som SMHI kallar för Utloppet av Lill-Orrvattnet. Medelhöjden är 235 meter över havet och ytan är 0,19 kvadratkilometer. Det finns inga avrinningsområden uppströms utan avrinningsområdet är högsta punkten. Vattendraget som avvattnar avrinningsområdet har biflödesordning 3, vilket innebär att vattnet flödar genom totalt 3 vattendrag innan det når havet efter 46 kilometer. Avrinningsområdet består mestadels av skog (80 procent). Avrinningsområdet har 0,04 kvadratkilometer vattenytor vilket ger det en sjöprocent på 19,9 procent.